# Discografia di David Lee Roth
La seguente è una discografia comprensiva del cantante statunitense David Lee Roth, come solista fuori dai Van Halen.

## Album

### Album in studio
| Anno                                                                                               | Titolo                                                                           | Classifiche | Classifiche | Classifiche | Classifiche | Classifiche | Classifiche | Classifiche | Classifiche | Classifiche | Classifiche | Classifiche | Classifiche | Certificazioni                     |
| Anno                                                                                               | Titolo                                                                           | US          | AUS         | AUT         | CAN         | FIN         | GER         | NLD         | NOR         | NZ          | SWE         | SWI         | UK          | Certificazioni                     |
| -------------------------------------------------------------------------------------------------- | -------------------------------------------------------------------------------- | ----------- | ----------- | ----------- | ----------- | ----------- | ----------- | ----------- | ----------- | ----------- | ----------- | ----------- | ----------- | ---------------------------------- |
| 1986                                                                                               | Eat 'Em and Smile - Pubblicazione: 7 luglio 1986 - Etichetta: Warner Bros.       | 4           | —           | —           | 13          | 5           | 51          | 57          | 17          | 50          | 12          | 29          | 28          | - UK: Oro - US: 2× Platino         |
| 1988                                                                                               | Skyscraper - Pubblicazione: 26 gennaio 1988 - Etichetta: Warner Bros.            | 6           | 35          | —           | 6           | 1           | 28          | 39          | 9           | 12          | 13          | 13          | 11          | - UK: Argento - US: Platino        |
| 1991                                                                                               | A Little Ain't Enough - Pubblicazione: 15 gennaio 1991 - Etichetta: Warner Bros. | 18          | 26          | 22          | 21          | 1           | 12          | 30          | 9           | —           | 11          | 5           | 4           | - CAN: Oro - UK: Argento - US: Oro |
| 1994                                                                                               | Your Filthy Little Mouth - Pubblicazione: 8 marzo 1994 - Etichetta: Warner Bros. | 78          | —           | —           | —           | 12          | 62          | —           | —           | —           | 23          | 25          | 28          |                                    |
| 1998                                                                                               | DLR Band - Pubblicazione: 9 giugno 1998 - Etichetta: Wawazat!! Records           | 172         | —           | —           | —           | —           | —           | —           | —           | —           | —           | —           | —           |                                    |
| 2003                                                                                               | Diamond Dave - Pubblicazione: 8 luglio 2003 - Etichetta: Magna Carta             | —           | —           | —           | —           | —           | —           | —           | —           | —           | —           | —           | —           |                                    |
| "—" indica una pubblicazione che non si è classificata o che non è stata pubblicata in quel Paese. |                                                                                  |             |             |             |             |             |             |             |             |             |             |             |             |                                    |

### Raccolte
| Anno | Titolo                                                                                        | Classifiche | Classifiche |
| Anno | Titolo                                                                                        | US          | FIN         |
| ---- | --------------------------------------------------------------------------------------------- | ----------- | ----------- |
| 1997 | The Best of David Lee Roth - Pubblicazione: 28 ottobre 1997 - Etichetta: Warner Bros.         | 199         | 30          |
| 2013 | Greatest Hits: The Deluxe Edition - Pubblicazione: 19 novembre 2013 - Etichetta: Friday Music | —           | —           |

## Extended play
| Anno | Titolo                                                                         | Classifiche | Classifiche | Classifiche | Classifiche | Classifiche | Certificazioni |
| Anno | Titolo                                                                         | US          | CAN         | FIN         | NZ          | UK          | Certificazioni |
| ---- | ------------------------------------------------------------------------------ | ----------- | ----------- | ----------- | ----------- | ----------- | -------------- |
| 1985 | Crazy from the Heat - Pubblicazione: 28 gennaio 1985 - Etichetta: Warner Bros. | 15          | 14          | 21          | 21          | 91          | - US: Platino  |

## Singoli
| Anno                                                                                               | Singolo                          | Classifiche | Classifiche   | Classifiche | Classifiche | Classifiche | Classifiche | Classifiche | Classifiche | Classifiche | Album di provenienza     |
| Anno                                                                                               | Singolo                          | US          | US Main. Rock | AUS         | CAN         | FIN         | IRL         | NLD         | NZ          | UK          | Album di provenienza     |
| -------------------------------------------------------------------------------------------------- | -------------------------------- | ----------- | ------------- | ----------- | ----------- | ----------- | ----------- | ----------- | ----------- | ----------- | ------------------------ |
| 1986                                                                                               | California Girls                 | 3           | 3             | 6           | 10          | —           | 26          | 44          | 7           | 68          | Crazy from the Heat      |
| 1986                                                                                               | Just a Gigolo/I Ain't Got Nobody | 12          | 25            | 13          | 7           | —           | —           | —           | 6           | —           | Crazy from the Heat      |
| 1986                                                                                               | Easy Street                      | —           | 14            | —           | —           | —           | —           | —           | —           |             | Crazy from the Heat      |
| 1986                                                                                               | Yankee Rose                      | 16          | 10            | 33          | 29          | 10          | —           | —           | —           | —           | Eat 'Em and Smile        |
| 1986                                                                                               | Goin' Crazy!                     | 66          | 12            | —           | —           | —           | —           | —           | —           | —           | Eat 'Em and Smile        |
| 1986                                                                                               | That's Life                      | 85          | —             | —           | —           | —           | —           | —           | —           | —           | Eat 'Em and Smile        |
| 1986                                                                                               | Tobacco Road                     | —           | 10            | —           | —           | —           | —           | —           | —           | —           | Eat 'Em and Smile        |
| 1988                                                                                               | Just Like Paradise               | 6           | 1             | 14          | 8           | 6           | 24          | 77          | 13          | 27          | Skyscraper               |
| 1988                                                                                               | Stand Up                         | 64          | 5             | —           | —           | —           | —           | —           | —           | 72          | Skyscraper               |
| 1988                                                                                               | Damn Good                        | —           | 2             | —           | —           | —           | —           | —           | —           | —           | Skyscraper               |
| 1988                                                                                               | Knucklebones                     | —           | 45            | —           | —           | —           | —           | —           | —           | —           | Skyscraper               |
| 1991                                                                                               | A Lil' Ain't Enough              | —           | 3             | 42          | 41          | 4           | 24          | 58          | —           | 32          | A Little Ain't Enough    |
| 1991                                                                                               | Sensible Shoes                   | —           | 6             | —           | 48          | —           | —           | —           | —           | 81          | A Little Ain't Enough    |
| 1991                                                                                               | Tell the Truth                   | —           | 39            | —           | —           | —           | —           | —           | —           | —           | A Little Ain't Enough    |
| 1994                                                                                               | She's My Machine                 | —           | 12            | —           | —           | 10          | —           | —           | —           | 64          | Your Filthy Little Mouth |
| 1994                                                                                               | Night Life                       | —           | —             | —           | —           | —           | —           | —           | —           | 72          | Your Filthy Little Mouth |
| 1997                                                                                               | Don't Piss Me Off                | —           | —             | —           | —           | —           | —           | —           | —           | —           | The Best                 |
| 1998                                                                                               | Slam Dunk                        | —           | —             | —           | —           | —           | —           | —           | —           | —           | DLR Band                 |
| 2003                                                                                               | Shoo Bop                         | —           | —             | —           | —           | —           | —           | —           | —           | —           | Diamond Dave             |
| "—" indica una pubblicazione che non si è classificata o che non è stata pubblicata in quel Paese. |                                  |             |               |             |             |             |             |             |             |             |                          |

## Videografia
| Anno | Titolo                           | Regista                       |
| ---- | -------------------------------- | ----------------------------- |
| 1985 | California Girls                 | Pete Angelus & David Lee Roth |
| 1985 | Just a Gigolo/I Ain't Got Nobody | Pete Angelus & David Lee Roth |
| 1986 | Yankee Rose                      |                               |
| 1986 | Goin' Crazy                      |                               |
| 1986 | That's Life                      |                               |
| 1988 | Just Like Paradise               |                               |
| 1988 | Stand Up                         |                               |
| 1991 | A Lil' Ain't Enough              |                               |
| 1991 | Sensible Shoes                   | Matt Mahurin                  |
| 1991 | Tell the Truth                   |                               |
| 1994 | She's My Machine                 |                               |

## Con i Van Halen
David Lee Roth appare come cantante nei seguenti dischi dei Van Halen:
Album in studio
- Van Halen (1978)
- Van Halen II (1979)
- Women and Children First (1980)
- Fair Warning (1981)
- Diver Down (1982)
- 1984 (1984)
- A Different Kind of Truth (2012)

Raccolte
- Best Of - Volume I (1996) — (9 su 17 canzoni)
- The Best of Both Worlds (2004) — (15 su 36 canzoni)

Album dal vivo
- Tokyo Dome Live in Concert (2015)